# Æchilenenses
Gli Æchilenenses, chiamati anche Cornenses o Æchilenses, furono un'antica tribù della Sardegna descritta da Tolomeo. (III, 3) Abitarono a sud degli Æsaronenses e a nord dei Rucensi.